# Oaktree Capital Management
Oaktree Capital Management es una empresa de capital riesgo especializada en estrategias de inversión alternativa. La compañía estudia sus inversiones de manera sistemática, contando siempre con la deuda corporativa y la deuda oculta (deuda activa más préstamos consolidados) de las empresas que adquiere. En marzo de 2015, los fondos de la compañía ascendían a $99.900 millones de dólares, principalmente en fondos de pensiones, fundaciones y fondos soberanos. Desde abril de 2012, Oaktree Capital Group LLC cotiza en la Bolsa de Nueva York con la denominación NYSE: OAK.
Fundada oficialmente en 1995, aunque ya en la década de 1980 había operado con el nombre de TCW Group. Oaktree se ganó pronto una buena reputación. En 2012 disponía de más de 700 empleados y oficinas en Los Ángeles, donde está ubicada su sede, Londres, Nueva York, Hong Kong, Stamford (Connecticut), Tokio, Luxemburgo, París, Fráncfort, Singapur, Seúl, Pekín y Ámsterdam.

## Visión general

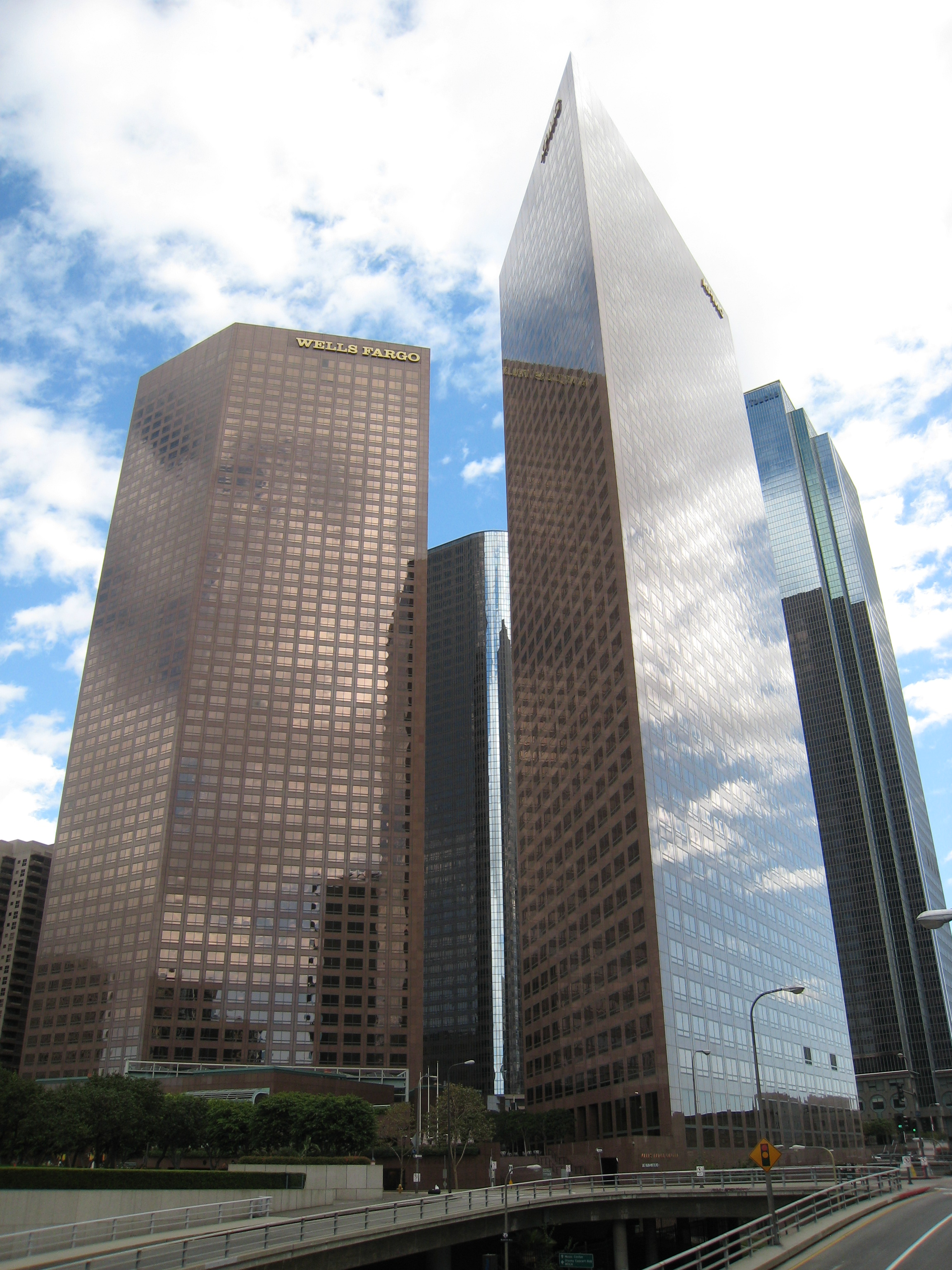
Sede de Oaktree Capital Management en la Wells Fargo Tower de Los Ángeles (edificio izquierdo).

Oaktree parte de dos principios: margen de seguridad y rechazo del apalancamiento. Oaktree invierte en compañías y mercados donde tiene ciertas oportunidades, como compañías en crisis o sectores de gran futuro. El presidente de la compañía, Howard Mark, es uno de los inversores con más prestigio.
Desde su fundación en 1995, Oaktree se ha convertido en uno de los inversores de deuda más grandes del mundo. En 2008,  captó $10.900 millones para su Fondo de Oportunidades VIIb. Como informaba The Washington Post, en junio de 2011, Oaktree  contaba con 17 fondos de deuda con un beneficio del 19% después de impuestos. Recientemente, la compañía ha expandido sus actividades a fondos mutualistas como The Vanguard Group o Russell Inversiones y negocios de inmuebles.

## Historia

### Inicio (1995–1999)
Oaktree fue fundado en 1995 por un grupo de inversores como filial del TCW Group para inversiones de alta rentabilidad.  En solo tres meses reunió más de $1.500 millones en fondos de inversión. Oaktree ha ido ampliando sus actividades inversoras con estrategias complementarias. Estas “estrategias” incluyen infraestructuras, deuda, y préstamos consolidados.  En marzo de 2012, sus fondos sumaban más de $77.900 millones de dólares. En 1996, Oaktree fue seleccionado por su trayectoria por el fondo Vanguard.

### Expansión (2000–presente)
En 2001 Oaktree apostó por inversiones en Asia y por préstamos en Europa y EE. UU. En 2005, Oaktree fue requerido para esclarecer sus políticas y procedimientos de inversión. En 2008, la empresa captó $11.000 millones de dólares para su fondo de deuda.
En 2009, Oaktree Capital fue seleccionado por el Tesoro de EE. UU., junto con otros fondos (BlackRock, Invesco, AllianceBernstein y otros) para participar en el Programa de Inversión Privada (PPIP).
En 2009, Oaktree adquirió un 22% de participación en DoubleLine Capital, una empresa de inversión con sede en Los Ángelesespecializada en hipotecas basura. En 2011, Oaktree compra Sabal Financial Group, una compañía que se centra en la adquisición y tasación de inmuebles.
En 2010, Oaktree Capital fue uno de tres fondos que conformaron el Russell Global Opportunistic Credit Fund, operación dirigida por Credit Suisse. En noviembre de 2001, dejando a un lado la crisis de deuda soberana europea, Oaktree inició su Fondo Principal Europeo III, con un capital comprometido de €3.000 millones de dólares.
En 2012, Oaktree captó para su Oaktree Fondo de Oportunidades IX más de $1.200 millones. En abril de 2012, Oaktree salió a Bolsa en el NYSE, asesorado por Goldman Sachs, después de que Apolo Global Management fuese sacado del sistema.

## Fondos de inversión
Oaktree  divide sus actividades en seis clases: deuda, bonos corporativos (incluyendo deudas basura y préstamos séniors), capital inversión, convertibles, inmuebles y capital riesgo. La estructura del fondo varía dependiendo de la clase de que se trate.
- Fondos de fin cerrado: estructurados para sociedades que tienen periodos especificados y que pueden suscribir a intereses de sociedad limitada.  Los Fondos de fin cerrado tienen tres, cuatro o cinco años de periodo de inversión.
- Fondos de fin abierto: estructurados para sociedades que admiten nuevos socios en su base actual. A diferencia de los Fondos de fin cercano, estos fondos no tienen un periodo de inversión. El capital puede ser sometido a inversiones nuevas de cualquier tiempo durante la vida del fondo.
- Fondos perennes: “los fondos perennes” invierten en empresas y mercados sobre una base larga o corta. Como los Fondos de fin abierto, Oaktree acepta para los fondos perennes un capital nuevo sobre la base actual. Los clientes de fondos perennes están generalmente sujetos a un periodo de entre uno y tres años.[22]

## Cronología reciente
- 2015: En junio, Oaktree Capital y Pimco adquirieron conjuntamente un 41,6% de  Echo Investment, una compañía polaca.[23] En noviembre, se hace con la empresa española de energía renovable Eolia, valorada en 280 millones de euros sin incluir deuda (639 millones de euros a finales de 2014).[24]
- 2024: En mayo, Oaktree Capital se convirtió en el máximo acreedor del Inter de Milan (99.6%) después de que el expropietario del Inter de Milán, el Grupo Sunning Holdings no lograra pagar la deuda de 434 millones de Dólares que le debía a Oaktree Capital,.

### Inversiones actuales
- General Maritime.
- Sky Holding.
- Fitness First.
- Verreries de l’Orne à Ecouché (Orne) — Empresa de vidrios — 2010.[25]
- Campofrío Food Group.[26] — (24%) industria alimentaria europea.
- Conbitel.[27] — (100%) industria de moda italiana.
- Inter de Milán- (99.6%) Equipo de Futbol.

Aluminio
- Aleris Internacional (2010).
- Almatis Group (2010).[28]

Medios de comunicación
- Triton Media Group (abril de 2010).
- Cumulus Media (octubre de 2011)
- Tribune Company, adquirida conjuntamente con JPMorgan (julio de 2012).[29]
- MediaWorks New Zeland (adquisición completada en abril de 2015).[30]

Industria
- AdvancePierre Foods (septiembre de 2010).[31] Compañía de fabricación alimentaria con instalaciones en Iowa, Oklahoma, Ohio, Carolina del Norte, Maine y Carolina del Sur.